# Matsukata Masayoshi

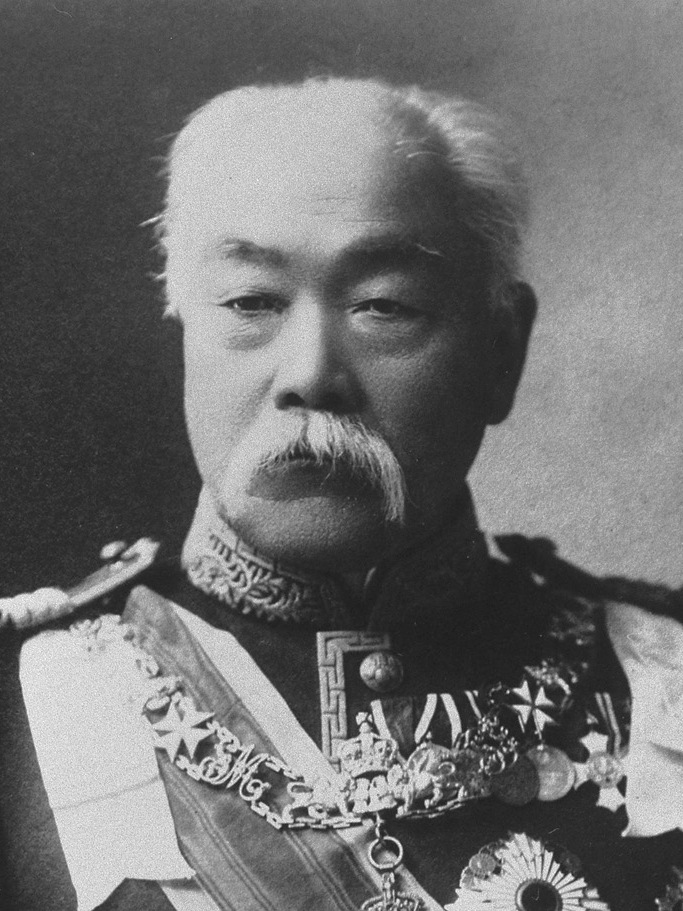
Matsukata Masayoshi

Matsukata Masayoshi (japanisch 松方 正義; * 23. März 1835 (traditionell: Tempō 6/2/25) in Kagoshima; † 2. Juli 1924 in Tokio) war ein bedeutender japanischer Politiker der Meiji-Zeit.

## Leben und Wirken
Matsukata war ein Samurai aus dem Fürstentum Satsuma (mit Sitz in der Provinz Satsuma). Im Alter von 13 Jahren besuchte er die Han-Schule, das Zōshikan, und lernte dort die Grundlagen der Yōmei-Richtung des Konfuzianismus, die dann sein Leben bestimmten. Nach 1862 stieg er schnell auf in der Satsuma-Verwaltung, ging dann 1866 nach Nagasaki, um dort westliche Wissenschaften zu studieren. Ōkubo Toshimichi und Saigō Takamori, die sich in Kyōto aufhielten, benutzten ihn als Verbindungsmann. Nach der Meiji-Restauration 1868 setzte Ōkubo ihn ein als Gouverneur der Präfektur Hita auf dem Gebiet der heutigen Präfekturen Ōita, Fukuoka und Miyazaki. 1871 wechselte er dann in die Zentralregierung. Er arbeitete im Finanz- und Innenministerium und spielte eine führende Rolle bei der Steuerreform und ihrer Implementierung und bei der Förderung der Industrie. Nach Ōkubos Tod wurde er Führer der Satsuma-Fraktion in der Regierung.
Nach der politischen Krise von 1881 wurde er zum Staatsrat und Finanzminister ernannt, wobei er letzteren Posten auch nach der Einrichtung des Kabinett-Systems im Jahr 1885 behielt.
Matsukata verstärkte die Einsparungen innerhalb der Regierung und löste durch seine Politik vor dem Hintergrund der globalen Konjunkturentwicklung (siehe auch „Große Deflation“) eine massive Deflation aus. Hart traf die nach ihm benannte „Matsukata-Deflation“ (松方デフレ, Matsukata defure) durch den Verfall der Reispreise vor allem viele Bauern und kleinere Grundbesitzer und damit viele ländliche Regionen. Es gelang aber, den Staatshaushalt zu konsolidieren, die Papiergeldmenge zu reduzieren, die Handels- und Zahlungsbilanz Japans zu verbessern und die Währungsstabilität nach außen und innen zu sichern – Grundlagen für die spätere Adoption des Goldstandards. Mit den Ausnahmen 1892 bis 1896 und 1898 blieb Matsukata Finanzminister bis 1900, hatte also 15 Jahre diesen Posten inne. Er war zudem auch Innenminister von 1888 bis 1890. 1890 wurde er erstmals Mitglied im Herrenhaus, dem Oberhaus des neuen Reichstags.
Als Finanzminister war Matsukata der Architekt Japans modernen Finanzsystems. Er richtete das Banksystem mit der Zentralbank mit der alleinigen Recht auf Banknoten-Ausgabe ein, schuf eine  konvertierbare Währung, einen regulierten Haushalt und ein entsprechendes Steuersystem. Im Jahr 1900 hatte die Währung Goldstandard und war stabil.
Matsukata war zweimal Premierminister, und zwar von 1891 bis 1892 und dann von 1896 bis 1897. Sein erstes „bürokratisches“ Kabinett geriet in Streit mit dem Abgeordnetenhaus, dem Unterhaus des Reichstags, und löste dieses daraufhin auf. Die Einmischung des Innenministers Shinagawa Yajirō in die darauf folgende Neuwahl führte zu scharfer Kritik, die schließlich zum Rücktritt des Kabinetts führte. Matsusakas zweites Kabinett wurde anfangs von der Shimpotō (Fortschrittspartei) unterstützt, aber eine Erhöhung der Landsteuer und Einschränkungen der Redefreiheit führten schließlich zum völligen Verlust derer Unterstützung. Matsukata löste das Abgeordnetenhaus auf und trat selbst zurück.
Matsukata gehörte ab 1900 zu den Genrō, war Mitglied im Staatsrat von 1903 bis 1917 und Lordsiegelbewahrer von 1917 bis 1922. 1905 wurde er vom Rang eines Grafen zum Fürsten erhoben und 1922 zum Prinzen ernannt. Von 1903 bis 1912 war er Präsident des Japanischen Roten Kreuzes. Sein politischer Einfluss nahm aber mit dem Ende der Meiji-Zeit ab.

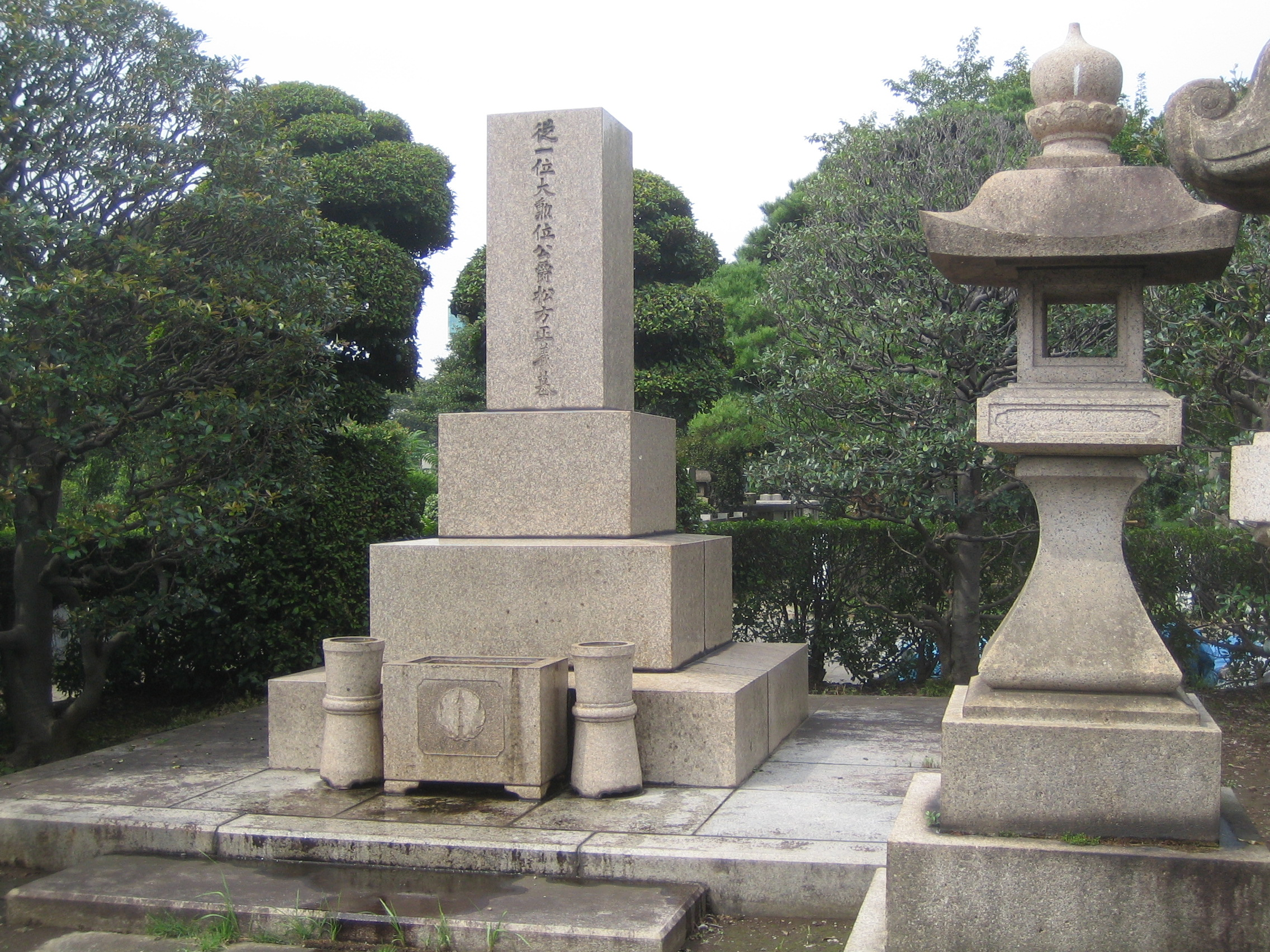
Matsukatas Grab auf dem Friedhof Aoyama

Der Unternehmer und Kunstsammler Matsukata Kōjirō war Masayoshis dritter Sohn.